# الدوري الشمالي لكرة القدم 1914–15
الدوري الشمالي لكرة القدم 1914–15 (بالإنجليزية: 1914–15 Northern Football League)‏ هو موسم من الدوري الشمالي لكرة القدم ‏. فاز فيه كروك تاون ‏.